# Kopparnäs väst
Kopparnäs väst är en bebyggelse i Norrfjärdens socken i Piteå kommun, Norrbottens län. SCB klassade bebyggelsen fram till 2020 och från 2023 som en del av små-/tätorten Kopparnäs. Vid avgränsningen 2020 klassades den dock som en separat småort.